# Konrad Schor
Konrad Alfons Oswald Hugo Schor (* 13. April 1828 in Jordansmühl, Kreis Nimptsch, Provinz Schlesien; † 9. Mai 1908 in Kiel) war ein preußischer Generalmajor.

## Leben

### Herkunft
Schor war der Sohn eines preußischen Premierleutnants der Kavallerie und Bevollmächtigter auf den Gütern des Grafen Sandreczky. Seine Mutter Juliane war eine geborene Meyer.

### Militärkarriere
Nach dem Besuch der Kadettenhäuser in Wahlstatt und Berlin wurde Schor am 27. Mai 1845 als Sekondeleutnant dem 10. Infanterie-Regiment der Preußischen Armee in Schweidnitz überwiesen. Im Jahr darauf beteiligte er sich im Verbund mit russischen und österreichischen Truppen an der Niederschlagung des Krakauer Aufstandes. Ab Oktober 1850 absolvierte er zur weiteren Ausbildung für drei Jahre die Kriegsakademie in Berlin, war ab Mitte März 1855 Regimentsadjutant und wurde in dieser Eigenschaft Mitte Mai 1856 zum Premierleutnant befördert. Am 1. Juni 1856 folgte seine Kommandierung zur Topographischen Abteilung des Großen Generalstabes. Anfang März 1859 versah Schor wieder Truppendienst in seinem Stammregiment und avancierte Ende Mai 1859 zum Hauptmann. Nach einer kurzen Kommandierung als Kompanieführer beim III. Bataillon im 10. Landwehr-Regiment in Schweidnitz wurde er am 1. Juli 1860 in das Infanterie-Regiment Nr. 50 versetzt und im November 1860 zum Kompaniechef ernannt. Am 23. Februar 1861 wurde Schor in dieser Funktion in sein Stammregiment rückversetzt und nahm 1864 am Krieg gegen Dänemark sowie 1866 am Krieg gegen Österreich teil. Für sein Wirken in der Schlacht bei Königgrätz erhielt er den Roten Adlerorden IV. Klasse mit Schwertern.
Während seiner einmonatigen Kommandierung zur Vertretung des Kommandeurs des II. Bataillons im 1. Schlesischen Landwehr-Regiment Nr. 10 wurde er am 22. März 1868 als Major seinem Regiment aggregiert und Ende Mai 1868 als etatmäßiger Stabsoffizier in das 3. Hessische Infanterie-Regiment Nr. 83 nach Kassel versetzt. Seit September 1869 Kommandeur des II. Bataillons, führte Schor seine Grenadiere 1870 im Krieg gegen Frankreich bei Weißenburg und wurde bei Wörth schwer verwundet. Ausgezeichnet mit dem Eisernen Kreuz II. Klasse avancierte Schor nach dem Friedensschluss Ende März 1873 zum Oberstleutnant und erhielt im März 1875 die Erlaubnis zur Annahme des Waldeckschen Militär-Verdienstkreuzes II. Klasse. Am 18. Januar 1876 wurde er als Kommandeur des 2. Oberschlesischen Infanterie-Regiments Nr. 23 nach Neiße versetzt, stieg am 22. März 1876 zum Oberst auf und erhielt anlässlich des Ordensfestes im Januar 1878 den Roten Adlerorden III. Klasse mit der Schleife und Schwertern am Ringe. Mit der Erlaubnis zum Tragen seiner Regimentsuniform wurde ihm am 13. März 1879 mit Pension sein Abschied bewilligt und anlässlich seiner Verabschiedung verlieh ihm Wilhelm I. den Kronen-Orden II. Klasse.
Am 19. September 1891 erhielt er den Charakter als Generalmajor.

### Familie
Schor war mit Auguste Grüttner verheiratet. Aus der Ehe ging der Sohn Kurt (* 1868) hervor, der eine Offizierslaufbahn in der Preußischen Armee einschlug und während des Ersten Weltkriegs als Oberstleutnant bei der Landgendarmerie diente.